# Eueides fulgiformis
Eueides fulgiformis är en fjärilsart som beskrevs av Butler 1872. Eueides fulgiformis ingår i släktet Eueides och familjen praktfjärilar. Inga underarter finns listade i Catalogue of Life.